# Benjamim de Sousa Gomes
Benjamim de Sousa Gomes (Ouriçangas, 27 de novembro de 1911 — 17 de novembro de 1995) foi um bispo católico brasileiro, primeiro bispo da Diocese de Paranavaí, no Paraná.
Dom Benjamim foi ordenado padre no dia 8 de dezembro de 1941. Recebeu a ordenação episcopal no dia 9 de junho de 1968, das mãos do Cardeal Sebastião Baggio, Dom José Melhado Campos e Dom Almir Marques Ferreira.
Renunciou ao munus episcopal no dia 12 de outubro de 1985.